# Halloween (film 2018)
Halloween è un film del 2018 co-sceneggiato e diretto da David Gordon Green.
La pellicola è un sequel diretto di Halloween - La notte delle streghe (1978) e l'11° film del franchise di Halloween, pertanto ignora tutti gli eventi narrati nei seguiti successivi alla pellicola originale, remake e reboot compresi. Tra gli attori principali vi sono Jamie Lee Curtis e Nick Castle che, a distanza di 40 anni, tornano ad interpretare rispettivamente i panni di Laurie Strode e dell'assassino Michael Myers, l'uomo mascherato che le ha dato la caccia da quando era sfuggita per un soffio alla carneficina della notte di Halloween. Il cast comprende inoltre James Jude Courtney, Judy Greer, Andi Matichak, Will Patton e Virginia Gardner.
La Dimension Films, non essendo riuscita a produrre un nuovo film nei tempi stabiliti, perse i diritti per un sequel, i quali ritornarono alla Miramax che si unì alla Blumhouse Productions. Nel maggio 2017, fu annunciato un nuovo episodio della saga con il coinvolgimento di John Carpenter come compositore, produttore esecutivo e consulente creativo.
Halloween è stato presentato in anteprima l'8 settembre 2018 al Festival internazionale del cinema di Toronto e uscito nelle sale statunitensi il 19 ottobre dello stesso anno, distribuito dalla Universal Pictures, primo coinvolgimento della casa di distribuzione con l'omonima serie dopo Halloween III - Il signore della notte. Ha ricevuto critiche positive; molti lo considerano il miglior sequel di Halloween, così come un ritorno allo splendore della saga. Ha incassato oltre 255 milioni di dollari in tutto il mondo, il che lo ha reso il film del franchise e del genere slasher con più incassi, superando il record stabilito in precedenza da Scream.

## Trama
Quarant'anni dopo gli omicidi del 1978 a Haddonfield (Illinois, Stati Uniti), i giornalisti Aaron Korey e Dana Haines si recano allo Smith's Grove Sanitarium per conoscere Michael Myers, che venne catturato dopo aver ricevuto sei colpi di pistola dal dottor Loomis. Il dott. Ranbir Sartain li informa che Michael è in grado di parlare, ma ha scelto di non farlo. Aaron non riesce a convincere Michael a parlare, anche dopo aver tirato fuori la maschera che indossava.
Aaron e Dana si dirigono poi alla casa pesantemente sorvegliata di Laurie Strode per intervistarla, poiché è l'unica sopravvissuta di quella carneficina. Ha trascorso gli ultimi quarant'anni per prepararsi al ritorno di Michael. Da allora Laurie ha avuto due matrimoni falliti ed ha persino perso la custodia di sua figlia Karen. Aaron e Dana intendono fare luce su quanto successo quella notte maledetta e le chiedono di andare con loro nel tentativo finale di far parlare Michael prima che lo trasferiscano in un carcere di massima sicurezza. Laurie, che aveva preso i soldi per l'intervista, si rifiuta e li manda via.
Mentre i detenuti vengono fatti salire sull'autobus, il dott. Sartain insiste sul fatto che Michael continuerà ad essere suo paziente fino all'assegnazione di un nuovo medico. Più tardi il bus ha un incidente: le guardie carcerarie rimangono uccise e i pazienti si disperdono per la strada, compreso Michael stesso, che uccide i proprietari di un'auto per garantirsi la fuga. La mattina seguente, il giorno di Halloween, Michael trova Dana e Aaron in una stazione di servizio, li uccide e prende la sua maschera dalla loro macchina prima di tornare a Haddonfield. Laurie viene a conoscenza dell'evasione di Michael e irrompe nella casa dove risiede la figlia Karen, abitazione la cui sicurezza è molto scarsa.
La notte di Halloween 2018, Michael vaga per le strade della sua città natale e uccide diverse persone nelle rispettive abitazioni. Allyson, la figlia di Karen, sorprende il suo fidanzato che sta baciando un'altra ragazza. Gli amici di Allyson, Vicky e il suo fidanzato Dave, vengono uccisi da Michael. Il ragazzino a cui Vicky stava facendo da babysitter, Julian, scappa e chiama la polizia mentre l'Uomo Nero sta ancora massacrando i malcapitati. Laurie, che sta pattugliando le strade col suo pick-up, intercetta il messaggio di segnalazione di una lite domestica sulla frequenza trasmittente della polizia e si precipita sul luogo del delitto, dove l'agente Frank Hawkins, che già aveva arrestato Michael nel 1978, trova i corpi di Vicky e Dave. Laurie scorge Michael nel cortile e gli spara, colpendolo e facendolo ritirare.
Intanto anche Oscar, un amico di Allyson, finisce per essere ucciso dallo spietato assassino. Allyson rinviene il corpo infilzato sulle sbarre di un cancello e subito dopo corre a cercare aiuto. Viene poi raccolta da Hawkins e dal Dr. Sartain che la fanno salire in macchina. Laurie, Karen e Ray arrivano nel frattempo a casa. I tre in auto vedono l'uomo nero passeggiare in un vialetto e lo investono. Hawkins scende dalla volante per finirlo, ma Sartain pugnala l'agente alla gola, facendogli perdere i sensi. Infatti, quest'ultimo crede che la mente di Michael debba essere studiata accuratamente in un ambiente non controllato, affinché possa convincerlo a farlo parlare. Lo carica in macchina a fianco di Allyson e guida verso casa di Laurie. La ragazza per ingannare il dottore gli dice che Michael le ha parlato e che gli riferirà ciò che le ha proferito a patto che la lasci andare. Michael però riprende conoscenza e scaraventa Sartain fuori dal veicolo, uccidendolo pestandogli la testa. Allyson fugge e si dirige a casa della nonna. Anche Michael si dirige verso l'abitazione di Laurie, uccidendo due poliziotti sul percorso. Ray, convinto che fosse arrivata una volante, esce di casa e apre la portiera. Tuttavia trova i corpi dei due agenti precedenti e viene strangolato da Michael con una catena. Laurie nota Michael fuori, quindi barrica la porta e ordina alla figlia di nascondersi nel seminterrato.
Michael aggredisce Laurie rompendo il vetro della porta e tentando di spezzarle il collo, ma lei gli spara colpendolo a una mano e facendogli saltare due dita. Inizia il combattimento nelle varie stanze dell'edificio, finché Michael la agguanta e la getta dal balcone. Allyson intanto, giunge a casa ed entra nel seminterrato insieme alla madre, distraendo Michael per pochi secondi. Quando si gira, Laurie è scomparsa. L'assassino intuisce l'ingresso segreto e si sporge, beccandosi però una fucilata. Un attimo dopo spunta Laurie che lo accoltella da dietro, facendolo cadere per le scale dello scantinato. Allyson e Karen si precipitano a salire velocemente ma Michael si rialza e afferra la caviglia di quest'ultima che viene liberata dalla figlia, ferendolo con un coltello. Attivano così un marchingegno che lo intrappola e azionano un interruttore che sprigiona gas. Laurie lascia cadere un bengala che innesca un incendio che distrugge tutto lo stabile. Le tre donne scappano e fanno l'autostop. Viene mostrata un'ultima scena del seminterrato in fiamme, con Michael che non si riesce più a intravedere.
Alla fine dei titoli di coda si sente il respiro affannoso di Michael, il che potrebbe significare che sia ancora vivo.

## Personaggi

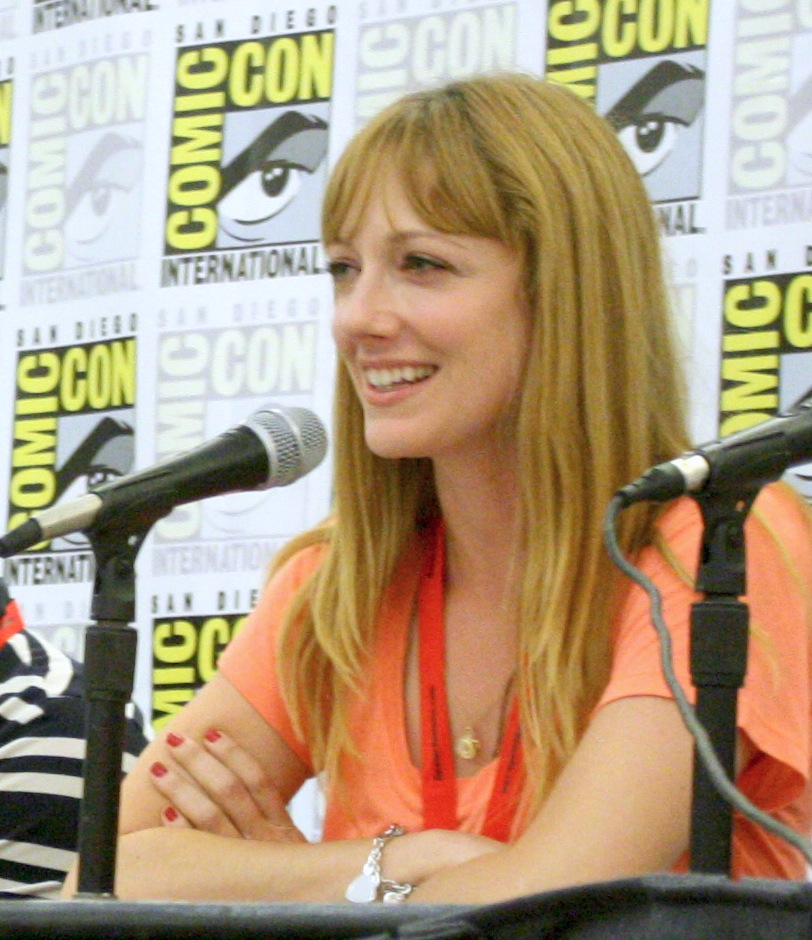
Judy Greer interpreta Karen Nelson, la figlia di Laurie Strode

- Laurie Strode, interpretata da Jamie Lee Curtis: l'unica sopravvissuta della furia omicida nel 1978, mamma di Karen e nonna di Allyson; soffre di disturbo da stress post-traumatico. Si è preparata a lungo per affrontare Michael nel caso in cui fosse scappato.
- Karen Nelson (nata Strode), interpretata da Judy Greer: la figlia di Laurie e la madre di Allyson. Quando aveva solo 8 anni, imparò a sparare e a combattere. La notte sognava il seminterrato; i servizi sociali la portarono via quando aveva 12 anni. Ha passato tutta la vita a cercare di superare la paranoia e le nevrosi che la mamma ha proiettato su di lei.
- Allyson Nelson, interpretata da Andi Matichak: la figlia di Karen e nipote di Laurie. Vorrebbe che la nonna si buttasse il passato alle spalle e trascorressero più tempo insieme.
- Michael Myers, interpretato da James Jude Courtney e Nick Castle: l'assassino mascherato, artefice dell'uccisione di tre giovani innocenti ad Halloween nel 1978. Ora scappato e diretto a "casa sua".
- Frank Hawkins, interpretato da Will Patton: il vice sceriffo e primo agente a rispondere quando Michael è stato arrestato nel 1978.
- Vicky, interpretata da Virginia Gardner: la migliore amica di Allyson e fidanzata di Dave.
- Dr. Ranbir Sartain, interpretato da Haluk Bilginer: lo psichiatra di Michael Myers ed ex-allievo del dr. Sam Loomis.
- Aaron Korey, interpretato da Jefferson Hall: il giornalista investigatore e collega di Dana.
- Dana Haines, interpretata da Rhian Rees: la giornalista investigatrice e collega di Aaron.
- Ray Nelson, interpretato da Toby Huss: il marito di Karen, padre di Allyson e genero di Laurie.
- Sceriffo Barker, interpretato da Omar Dorsey: lo sceriffo di Haddonfield.
- Cameron Elam, interpretato da Dylan Arnold: il fidanzato di Allyson.
- Dave, interpretato da Miles Robbins: il fidanzato di Vicky.
- Oscar, interpretato da Drew Scheid: il migliore amico di Cameron.
- Julian Morrisey, interpretato da Jibrail Nantambu: il ragazzino a cui Vicky fa da babysitter.

### Cameo
- Samuel Loomis, interpretato da Colin Mahan: il vecchio psichiatra di Michael che si ode in una registrazione risalente al 1979, in cui impone la morte immediata dell'assassino. Il 27 luglio 2018 fu annunciato che il comico Mahan avrebbe doppiato una voce fuori campo del dott. Sam Loomis, che era originariamente interpretato da Donald Pleasence.[4]
- L'insegnante, interpretata da P. J. Soles: la stessa attrice interpretante l'ultima vittima di Michael nel '78, riappare in un piccolo ruolo di insegnante di Allyson.[5]

## Produzione

### Sviluppo

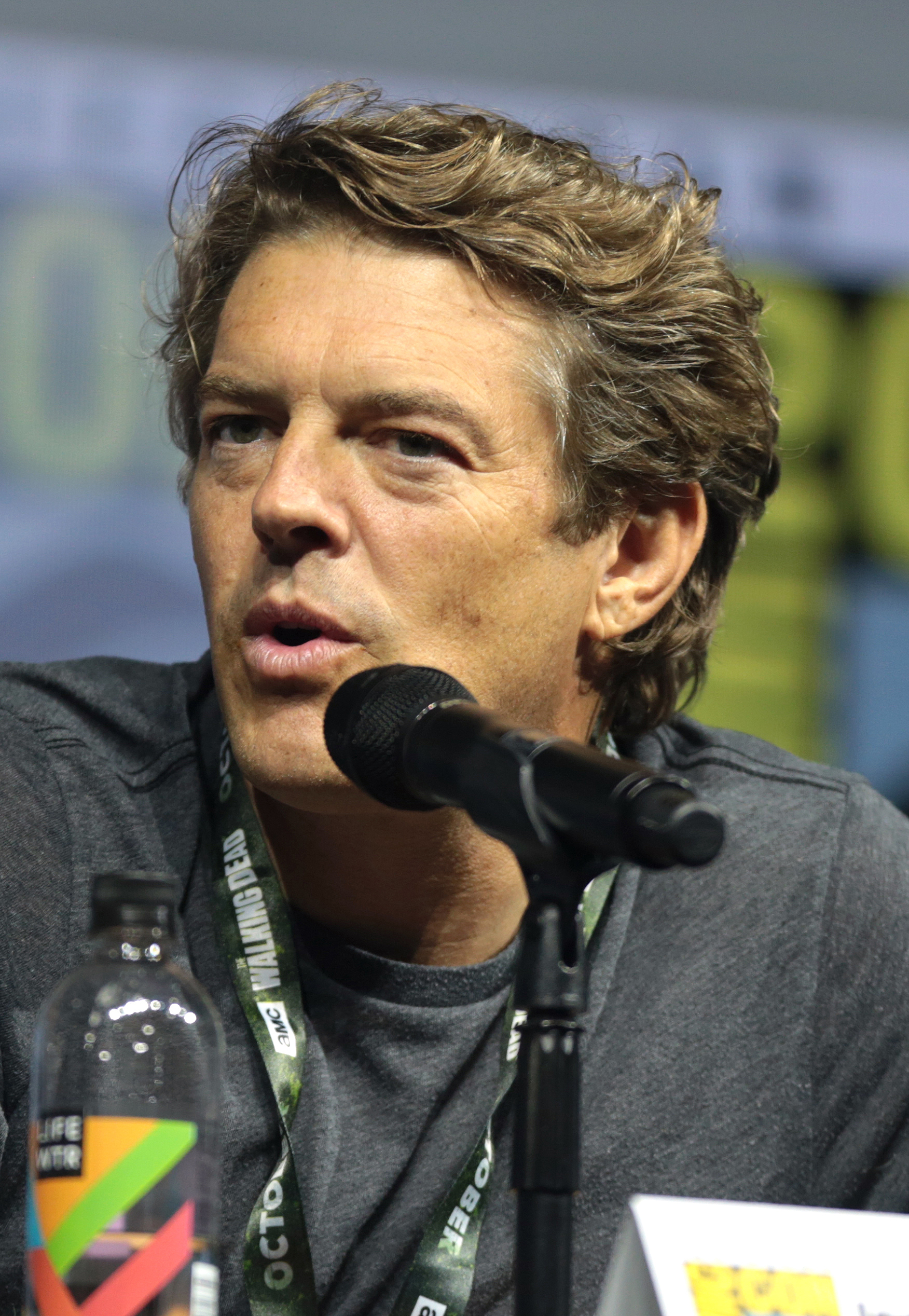
Il produttore Jason Blum

Nel 2011 fu annunciato un sequel di Halloween II intitolato Halloween 3D, la cui data di uscita sarebbe stata fissata il 26 ottobre 2012. Fino ad allora nessun regista o sceneggiatore era stato assegnato al progetto: Patrick Lussier e Todd Farmer vennero inizialmente scritturati come sceneggiatori, ma vollero ritirarsi per dedicarsi interamente al reboot di Hellraiser. Questo film avrebbe dovuto riprendere le dinamiche inconcludenti della precedente pellicola e, al contempo, rendere omaggio al Michael Myers comparso per la prima volta nel 1978. Tuttavia l'ipotetica data di uscita fu cancellata in quanto non erano stati compiuti progressi.
Nel febbraio 2015, Patrick Melton e Marcus Dunstan vennero ingaggiati come nuovi sceneggiatori del film che Malek Akkad e Matt Stein stavano producendo, definito come una sorta di "ricalibrazione" piuttosto che un reboot. Il 15 giugno 2015 venne reso noto che la The Weinstein Company stava lavorando alla produzione di un ulteriore seguito di Halloween, provvisoriamente chiamato Halloween Returns, con Dunstan alla cabina di regia. Sarebbe stato un film indipendente, con lo scopo di reintrodurre il famigerato serial killer al pubblico parecchi dopo la sua furia iniziale, cominciata con Halloween e Halloween II, mentre doveva far fronte a una "fresca" generazione di vittime durante la sua permanenza nel braccio della morte. Il 22 ottobre 2015 il produttore Malek Akkad rivelò che la produzione di Halloween Returns fu posticipata e che il tempo in più avrebbe portato un prodotto cinematografico migliore. Malek si pronunciò così: «Devo dire, e questa è in qualche modo una novità, che sfortunatamente accadono cose ad Hollywood che ti causano problemi con gli studi oltre ad altre variabili. Siamo stati costretti a fare un passo indietro, ma non vediamo l'ora di mostrarvi il risultato finale. Nel dicembre 2015 fu annunciato però che la Dimension Films non deteneva più i diritti dopo che non aveva rispettato i tempi di produzione prestabiliti. Contemporaneamente fu confermata anche la cancellazione del film e il ritorno dei diritti alla Miramax.
Il 24 maggio 2016 fu dichiarato quindi che la Blumhouse Productions e la Miramax avrebbero co-finanziato una nuova opera cinematografica, e che l'Universal Pictures si sarebbe occupata della distribuzione tramite un accordo tra lo studio e la Blumhouse. L'amministratore delegato di quest'ultima, Jason Blum, definì il primo film della saga una pietra miliare che aveva spinto la compagnia a produrre pellicole dell'orrore: «I grandissimi Malek Akkad e John Carpenter occupano un posto speciale nei cuori di tutti i fan del genere e siamo molto emozionati per il fatto che la Miramax ci abbia permesso di lavorare con loro.» I diritti, nello specifico, andarono, oltre alla Miramax, pure a Tarik Akkad, che cercarono l'aiuto di Blum visto il suo "saper fare" e produttore horror di successo.

### Regia
Quando John Carpenter, che aveva co-scritto i primi due lungometraggi della saga di Halloween con Debra Hill e diretto l'originale, firmò come produttore esecutivo nel 2016, dichiarò che le sue intenzioni erano quelle di rendere il nuovo film “il più spaventoso di tutti”. In un'intervista con Rotten Tomatoes parlò delle motivazioni che c'erano dietro la decisione di rivisitare la serie per la prima volta dopo Halloween III: «Ho parlato dei sequel della saga per molto tempo; non li ho visti tutti [...] Ma alla fine ho pensato, beh, se sto solo perdendo tempo, perché non provare a farlo al meglio delle mie capacità? Quindi basta lanciare pietre dai marciapiedi, vai lì e prova a fare qualcosa di positivo.» Quando i diritti furono acquisiti dalla Blumhouse Productions, Adam Wingard si propose come regista, imboccando però un'altra strada dopo aver ricevuto una e-mail di gratitudine da parte di Carpenter: «Me ne sono andato pensando di aver ottenuto tutto ciò che volevo da questo lavoro. Meglio di così non poteva andare». Danny McBride e David Gordon Green vennero confermati rispettivamente sceneggiatore e regista/co-sceneggiatore il 9 febbraio 2017. Carpenter disse di essere stato colpito dallo ''script", su richiesta di Jason Blum, affermando di "aver fatto centro".
Durante la stesura, invece di optare per un riavvio, decisero di concentrarsi sul proseguimento della leggenda dei primi due capolavori del franchise; Danny McBride disse in proposito: «Abbiamo deciso che rifare qualcosa che già funziona non è una buona idea, quindi sarà solo una rivisitazione.» La sceneggiatura fu scritta di proposito da loro stessi per essere mostrata a Carpenter, in quanto si definivano fan dell'originale Halloween. La storia fu approfondita in modo tale da ignorare tutti i sequel e facilitare la successione del nuovo film; inoltre l'epilogo della prima pellicola fu variata per favorire continuità retroattiva alle preferenze di McBride. Egli successivamente sostenne di avere comunque rispettato i vari titoli della serie, sebbene non ci fosse un'estensione diretta: «Ci sono così tante versioni diverse e la linea temporale è così confusa che abbiamo pensato che sarebbe stato più semplice tornare alle origini e proseguire da quel punto. È stato più bello che sapere che stessimo lavorando ad Halloween 11, sembrava semplicemente più fico, stiamo realizzando Halloween 2! Per i fan, rispettiamo e omaggiamo ogni capitolo della saga.» Nonostante Green e McBride abbiano lavorato a opere comiche, Halloween si distanzia da quel genere. McBride aggiunse: «Penso ci sia una battuta al massimo sul copione, il resto è puro orrore». Con la convinzione che "ottimi registi del genere horror sono registri altrettanto ottimi", Jason Blum assunse Green per la sua rinomata abilità nella narrazione. Nessuna decisione importante fu presa senza il consenso di Carpenter, compreso l'approvazione della sceneggiatura iniziale e la decisione di richiamare Jamie Lee Curtis.
Carpenter, insoddisfatto del remake e delle informazioni personali che Rob Zombie aggiunse al killer Michael Myers, volle riportare il personaggio alle sue misteriose origini, descrivendolo come "una forza della natura. Dovrebbe essere quasi soprannaturale". McBride analizzò dettagliatamente il suo approccio per l'umanizzazione del personaggio: «Penso che stiamo semplicemente provando a riproporre ciò che affascinava il primo film. Era molto semplice e riusciva a ottenere una certa paura la quale però non trasformava Michael Myers in un essere che non poteva essere ucciso. Voglio essere atterrito da qualcosa che penso possa realmente accadere. Ritengo sia molto più terrificante essere spaventati da qualcuno nascosto nell'ombra mentre vai a buttare la spazzatura.»
Originariamente la sceneggiatura prevedeva che, per questioni di continuità con Halloween 4 e Halloween 5, la figlia di Laurie, Jamie Lloyd, apparisse accanto a quest'ultima per la prima volta. Ciononostante, le successive revisioni cambiarono il suo nome in Karen. Anche prima che queste idee venissero diffuse pubblicamente, Danielle Harris, che interpretava Jamie, si oppose fermamente al fatto che Laurie potesse avere una figlia che non fosse Jamie; le sue richieste furono però respinte.

### Cast
Nel settembre del 2017, Jamie Lee Curtis confermò che sarebbe tornata a ricoprire il ruolo di Laurie Strode. Diversamente dal final girl del primo capitolo, Laurie non smise mai di addestrarsi nel caso in cui Michael Myers avesse fatto ritorno. Anche se Halloween II e le puntate a seguire raffigurarono Laurie la sorella "innocua" e Myers l'assassino spietato, gli sceneggiatori pensarono che riportare a galla la notizia lo rendesse meno spaventoso. Per questo motivo, ignorarono quell'aspetto tradizionale. Nel film, Allyson (Andi Matichak), la nipote di Laurie, spiega come 40 anni prima, la vita della nonna sia stata influenzata dal regno di terrore di Michael. Inoltre quando un amico insinua di aver sentito che Michael sia il fratello di Laurie, Allyson risponde: «No, non era suo fratello, è una balla che la gente ha messo in giro per avere meno paura». In principio, gli sceneggiatori non sapevano se Curtis sarebbe stata disposta a ritornare, si impegnarono quindi a stilare una parte così bella da far apparire il personaggio di Laurie Strode qualcosa a cui lei non avrebbe potuto rifiutare. Curtis espresse la sua riapparizione: «Non appena ho letto a cosa avevano pensato David Gordon Green e Danny McBride… il modo in cui hanno collegato i punti della storia ha completamente senso per me e ho sentito che fosse appropriato che tornassi ad Haddonfield per un altro reboot. C’era l’idea di: “Come lo chiameresti?”. Se potessi, l’avrei probabilmente chiamato “Halloween Retold”. Perché è come se lo ri-raccontassimo. È la storia originale in molti, molti, molti modi, solo raccontata 40 anni dopo con mia nipote.» Curtis vestiva già i panni di Laurie nei sequel di Halloween II - Il signore della morte, Halloween H20 - 20 anni dopo e Halloween - La resurrezione. Nell'ottobre seguente si unì al cast l'attrice Judy Greer, che interpreta la figlia di Laurie, Karen Strode. Il 7 dicembre 2017, Andi Matichak fu scelta infine per vestire i panni della nipote di Laurie, Allyson.
Danielle Harris, che aveva interpretato Jamie Lloyd in Halloween 4 - Il ritorno di Michael Myers e Halloween 5 - La vendetta di Michael Myers, contattò la Blumhouse proponendo in qualche modo di recitare nuovamente; nonostante fosse nata come Jamie nella sceneggiatura, lo studio invece optò per una figlia diversa, lasciando l'amaro in bocca ad Harris che in alcune pubblicazioni horror esplicitò la sua delusione: «Mi andava bene che lei avesse un figlio... ma stanno dicendo che è l'ultimo e... ha una figlia e non è Jamie. Penso sia un peccato.»
Il 20 dicembre 2017 fu annunciato che Nick Castle, primo interprete assoluto di Myers, avrebbe ricoperto nuovamente il ruolo dell'assassino, con il supporto dell'attore e stuntman James Jude Courtney. Courtney fu suggerito a Malek Akkad e David Gordon Green dal coordinatore degli stuntman Rawn Hutchinson sia per le sue capacità acrobatiche che recitative, partecipò dunque alle audizioni e nel dicembre 2017 fu informato telefonicamente di aver ottenuto la parte. Green gli spiegò le proprie idee circa le movenze di Myers, un mix tra la performance originale di Castle e delle movenze aggiuntive in stile felino. Courtney adattò il proprio portamento a quelle richieste studiando i movimenti di un vero gatto: «Penso che i gatti siano le macchine da caccia più perfette del pianeta, e la bellezza è che non giudichiamo un gatto per quello che fa. Perciò ho cercato di portare quel movimento e quell'approccio non giudicante al modo in cui mi muovevo come L'ombra, l'ho imparato dal mio gatto Parcival.» Ritenne il collaborare con Castle un "onore", mentre quest'ultimo lo descrisse come un "passaggio della torcia". Courtney utilizzò il lavoro di John Carpenter e Castle sul film originale per determinare come i quaranta anni trascorsi tra gli eventi dei due film avrebbero cambiato il personaggio nel tempo. L'annuncio nel dicembre 2017 della partecipazione di Nick Castle indicò chiaramente che l'attore avrebbe interpretato nuovamente il ruolo di Michael Myers, con l'ingaggio di James Jude Courtney solo per delle aggiunte. Tuttavia, in un'intervista del 2018, Courtney rivelò che il girato di Castle nel ruolo di Myers fu minimo e che la maggior parte del lavoro sotto la maschera fu fatta dallo stesso Courtney, affermazione che fece sorgere la domanda se il ritorno di Nick Castle, interprete originale di Myers, fosse stato erroneamente enfatizzato dalla produzione.
A gennaio furono presi Virginia Gardner, Miles Robbins, Dylan Arnold e Drew Scheid per impersonare gli amici di Allyson; li seguì Will Patton, Rob Niter e Rhian Rees. A proposito del cast, Nick Castle dichiarò: «Quello che mi piace di questo (nuovo film) è che hanno assunto dei bravi giovani attori. Hanno arricchito la relazione del personaggio di Jamie con sua figlia e sua nipote. Penso abbiano fatto delle scelte davvero audaci su chi sono queste persone e perché sono così adesso.»

### Riprese

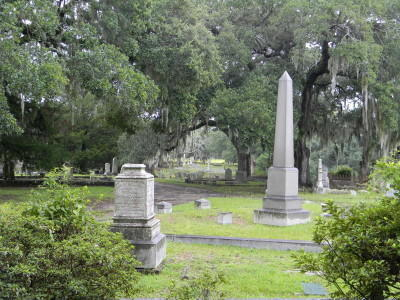
Il cimitero Magnolia, a Charleston, dove è stata girata una scena

Le riprese iniziarono il 13 gennaio 2018 a Charleston, nel Sud Carolina. In realtà, sarebbero dovute partire verso la fine di ottobre 2017, ma in seguito, per cause ignote, vennero rimandate a gennaio 2018. Michael Simmonds si occupò della fotografia con l'aiuto di Paul Daley e Stewart Cantrell. Secondo Danny McBride, il lungometraggio puntò più a incutere una sensazione di tensione e di paura nel pubblico, piuttosto che rappresentare delle vere scene di violenza; Il trucco e gli effetti visivi furono curati da Christopher Nelson. Jamie Lee Curtis terminò le riprese il 16 febbraio 2018, mentre la fase fotografica si concluse tre giorni dopo. L'accoglienza ottenuta durante la prima preview del film spinse i produttori a riprogrammare le nuove riprese all'inizio del mese di giugno 2018. Come per le prime, anche queste si svolsero a Charleston.
James Jude Courtney completò un programma di allenamento di una settimana prima dell'inizio delle riprese. Il truccatore Christopher Nelson utilizzò una ricostruzione del suo viso per creare la maschera di Michael Myers e diverse altre protesi utilizzate dallo stesso attore. La maschera fu successivamente invecchiata per riflettere la "naturale evoluzione" del personaggio rispetto all'originale. Courtney fu coinvolto in tutte le scene in cui doveva comparire Myers, incluse quelle di Nick Castle, il quale interpretò il medesimo personaggio solo per un piccolo numero di riprese e che Castle raccontò ai giornalisti presenti sul set come comparsa cameo: «Jim è ora il nostro Michael Myers». Castle interpretò il suo ruolo in una sola scena con Curtis e registrò tutti i suoni dei sospiri di Myers nella post-produzione. Castle affermò che nelle intenzioni della produzione c'era il volere di mantenere l'atmosfera dell'originale e, come nel film del 1978, "è molto incentrato sul quartiere circostante […] Ci sono molte cose che coincidono (nel nuovo film) che sembrano delle tecniche intelligenti per creare una sorta di déjà vu del film precedente, senza dare la sensazione di essere stato copiato. Era la prima cosa che veniva detta: «Vogliamo farlo come John Carpenter l'ha fatto»".
Nelson accompagnò Courtney durante tutte le riprese, dandogli dei consigli riguardo alla recitazione, derivati dalla sua personale conoscenza dei personaggi del vecchio Halloween. Nelson era stato intervistato ed esaminato per prendere parte alla produzione del film di Akkad e Green dopo una conversazione con Ryan Turek, un produttore della Blumhouse, con il quale era già in contatto. Alcune delle sue idee iniziali, concepite in collaborazione con l'altro truccatore Vincent Van Dyke, furono preliminarmente scartate a causa di complicazioni legali risolte solamente quando cominciò a lavorare per il film. Piuttosto che copiare semplicemente il design della maschera del film originale, Nelson preferì ricreare quello che lui descrisse come l'"impressione" della stessa. Poiché la pellicola è ambientata quarant'anni dopo, studiò le rughe e il naturale degrado nel tempo della precedente maschera, mentre delineava anche l'aspetto di Myers. Courtney è stato assunto dopo che Nelson consigliò a Green di non inserire nel cast uno stuntman grande e goffo nel suo ruolo in modo da mantenere la continuità con il primo film.

## Colonna sonora
(David Gordon Green)
(Danny McBride)

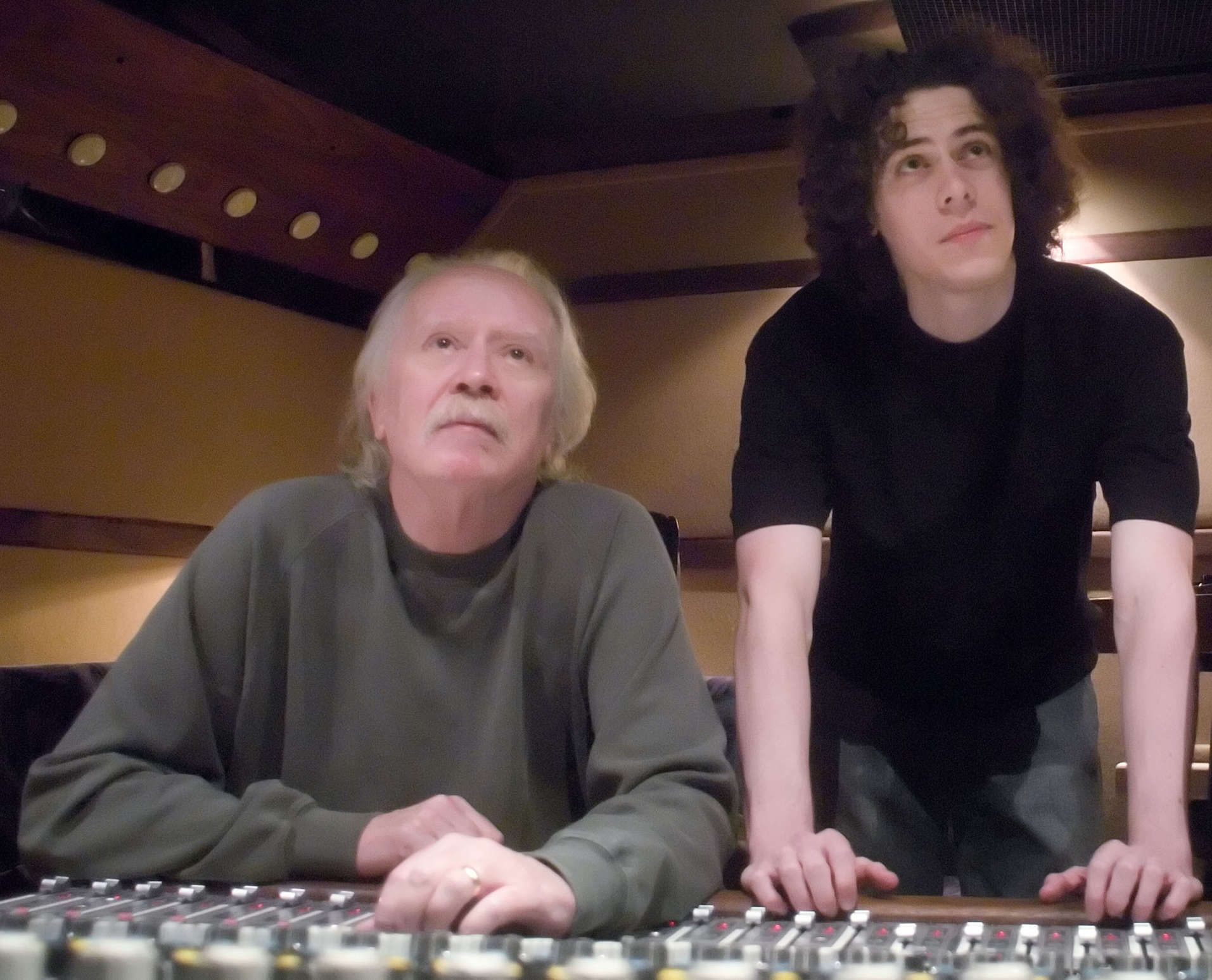
John e il figlio Cody Carpenter

La colonna sonora fu curata da John Carpenter stesso, che aveva confermato l'impegno ad ottobre 2017. Mantiene lo spirito pioneristico della produzione storica e la stessa lucida follia, ma è allo stesso tempo chiaramente più composita, più ricca di suoni e di sfumature.

### Album
| Recensione           | Giudizio |
| -------------------- | -------- |
| Metacritic           | 72/100   |
| AllMusic             |          |
| Consequence of Sound | A-       |
| musicOMH             |          |
| Pitchfork            | 7.4/10   |
| Rolling Stone        |          |
| Sputnikmusic         |          |
| Under the Radar      | 8/10     |

#### Tracce
Musiche di John Carpenter, Cody Carpenter, Daniel Davis.
1. Intro – 1:14
2. Halloween Theme – 3:02
3. Laurie's Theme – 0:44
4. Prison Montage – 2:46
5. Michael Kills – 0:33
6. Michael Kills Again – 3:45
7. The Shape Returns – 3:32
8. The Bogeyman – 1:06
9. The Shape Kills – 0:50
10. Laurie Sees The Shape – 1:13
11. Wrought Iron Fence – 0:47
12. The Shape Hunts Allyson – 0:58
13. Allyson Discovered – 1:26
14. Say Something – 3:02
15. Ray's Goodbye – 1:39
16. The Shape Is Monumental – 1:57
17. The Shape and Laurie Fight – 1:54
18. The Grind – 1:52
19. Trap the Shape – 2:10
20. The Shape Burns – 1:31
21. Halloween Triumphant – 7:28

Durata totale: 43:29

## Promozione
Il convegno cinematografico CinemaCon presentò in anteprima le immagini esclusive il 25 aprile 2018, raccogliendo reazioni positive da parte del pubblico. Il 20 luglio 2018 il film fu presentato nel padiglione H del San Diego Comic-Con International, con la presenza di Jamie Lee Curtis, David Gordon Green, Malek Akkad e Jason Blum.
Il primo trailer venne pubblicato l'8 giugno 2018, seguito in breve da quello in italiano. Il 5 settembre venne pubblicato un secondo trailer del film.

### Slogan
Alcuni slogan promozionali del film:

## Distribuzione

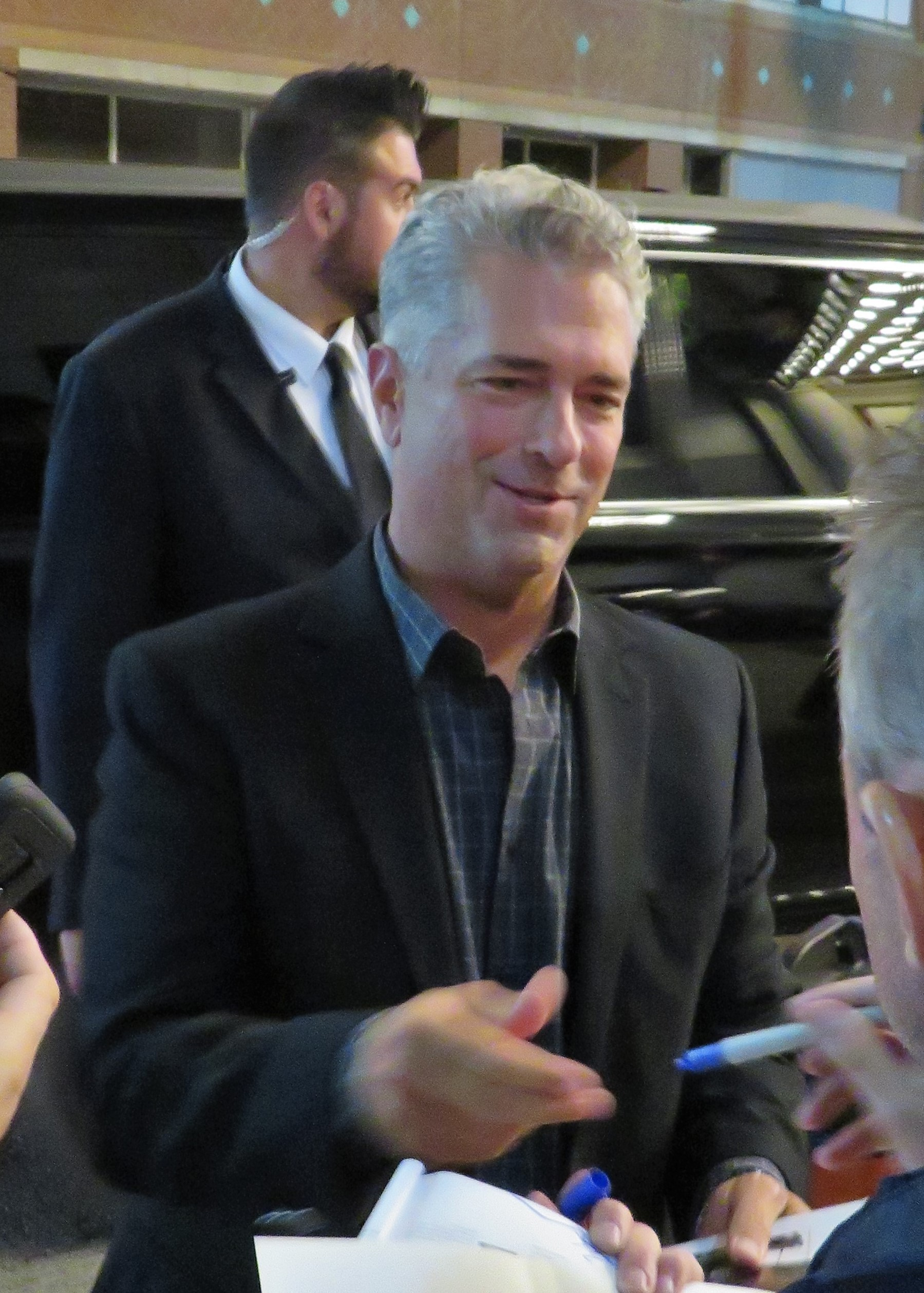
Il produttore Malek Akkad all'anterpima di Toronto

L'anteprima mondiale di Halloween si tenne l'8 settembre 2018 al Festival internazionale del cinema di Toronto. In Italia venne presentato alla Festa del Cinema di Roma il 19 ottobre. Il film fu anche distribuito in IMAX per una sola settimana.

### Data di uscita
Le date di uscita internazionali nel corso del 2018 furono:
- 17 ottobre in Indonesia
- 18 ottobre in Bolivia, Danimarca, Kazakistan, Nuova Zelanda, Panama, Russia (Хэллоуин), Slovacchia e in Uruguay
- 19 ottobre in Bulgaria (Хелоуин), Canada, Finlandia, Regno Unito, Irlanda, Cambogia, Messico, Romania, Svezia, Taiwan, USA, Venezuela
- 24 ottobre in Belgio, Francia e nelle Filippine
- 25 ottobre in Argentina, Australia, Brasile, Colombia, Germania, Grecia (Η νύχτα με τις μάσκες), Hong Kong, Libano, Ungheria, Israele, Italia, Kuwait, Perù, Portogallo, Singapore e in Ucraina (Хелловiн)
- 26 ottobre in Bangladesh, Estonia, Spagna (La Noche de Halloween), Sri Lanka, Lituania (Helovinas), Norvegia, Polonia e in Turchia (Cadilar Bayrami)
- 30 ottobre in Tailandia
- 31 ottobre in Sud Corea
- 1º novembre nei Paesi Bassi
- 12 aprile 2019 in Giappone

### Divieti
La pellicola negli Stati Uniti ottenne un divieto “R”, ovvero vietato ai minori di 17 anni non accompagnati, per i seguenti motivi:
"Violenza horror, immagini sanguinolente, linguaggio forte, uso di droga fugace e nudità."
In Italia invece la visione fu vietata ai minori di 14 anni.
I restanti divieti internazionali furono:
- Argentina: 16
- Australia: MA15+
- Canada: 18A (Alberta)
- Canada: 14A (British Columbia/Manitoba)
- Canada: 13+ (Quebec)
- Francia: 12
- Germania: 16
- Hong Kong: IIB
- India: A
- Indonesia: 17+
- Irlanda: 18

- Giappone: R15+
- Lituania: N-18
- Malesia: 18
- Malta: 18
- Messico: B15
- Paesi Bassi: 16
- Nuova Zelanda: R16
- Norvegia: 15
- Filippine: R-16
- Portogallo: M/18
- Romania: I.M.-18

- Russia: 18+
- Singapore: M18
- Sudafrica: 18
- Sud Corea: 18
- Spagna: 16 (ICAA)
- Svizzera: 16
- Taiwan: R-18
- Turchia: 18+
- Regno Unito: 18

### Edizione italiana

#### Doppiaggio
Edizione italiana e sonorizzazione a cura della MarguttaStudios Srl.
L'adattamento ai dialoghi e la direzione del doppiaggio sono stati curati da Fabrizio Pucci, con l'assistenza al doppiaggio di Roberta Schiavon.

### Edizioni home video
Halloween venne pubblicato in formato digitale il 28 dicembre 2018 e in 4K Ultra HD, Blu-ray e DVD il 15 gennaio 2019. Sul mercato italiano, l'edizione digitale uscì il 4 febbraio 2019, mentre le altre furono diffuse il 20 febbraio.

## Accoglienza

### Incassi
Il film incassò 159.342.015 dollari nel Nord America e 96.156.521 dollari nel resto del mondo, per un totale globale di 255.498.536 dollari, a fronte di un budget di 10.000.000 di dollari.

#### Nord America
Negli Stati Uniti e in Canada, il film percepì 16,7 milioni di dollari dalle anteprime del giovedì sera, la più alta anteprima di giovedì sera di sempre per un film horror classificato Rated-R. La pellicola incassò 56,3 milioni nel suo primo giorno (comprese le anteprime) e nel primo weekend di programmazione nelle sale statunitensi, si posizionò al primo posto del botteghino con un incasso di oltre 70 milioni di dollari, stabilendo il secondo miglior esordio nel mese di ottobre e il più alto di sempre per la saga di Halloween. La sua performance di apertura fu anche la migliore di sempre per un film interpretato da una protagonista (Jamie Lee Curtis) di oltre 55 anni. Il film perse il 58% nel suo secondo fine settimana, ma mantenne comunque il primo posto, incassando 32 milioni. Dopo aver guadagnato 5,5 milioni nel giorno di Halloween (un mercoledì), il film riscosse 17,8 milioni nel suo terzo fine settimana, scendendo al quinto.

#### Internazionale
A livello mondiale guadagnò oltre $ 100 milioni, compresi $ 12-30 milioni da 21 mercati internazionali. Alla fine della prima settimana percepì $ 90.5 milioni, di cui $ 14.3 milioni fuori dagli Stati Uniti. I mercati più importanti erano il Messico ($ 5 milioni), l'Australia ($ 4,8 milioni), il Regno Unito ($ 3,6 milioni) e la Russia ($ 1,8 milioni). Nel secondo fine settimana incassò altri $ 25,6 milioni dai mercati esteri, per un totale di $ 45,6 milioni.
In Italia si posizionò al primo posto del botteghino con un incasso di 2 milioni di euro durante la prima settimana nei cinema.

### Critica
Il film ha ricevuto recensioni positivamente da parte della critica. Su Rotten Tomatoes ha un incide di gradimento del 79% basato su 323 recensioni, con un voto medio di 6,8 su 10; il consenso critico del sito afferma: «Halloween cancella in gran parte la lavagna pulita dopo decenni di sequel deludenti, ignorando la mitologia che funziona sempre di più grazie ad elementi di base, ma comunque efficaci». Su Metacritic ottiene un punteggio del 67 su 100 basato su 51 recensioni.

## Riconoscimenti
- 2018 – Fright Meter Awards[103]
  - Miglior colonna sonora a John Carpenter, Cody Carpenter e Daniel Davies
  - Candidato per il miglior film d'orrore
  - Candidato per il miglior regista a David Gordon Green
  - Candidato per la migliore attrice a Jamie Lee Curtis
  - Candidato per la miglior attrice non protagonista a Judy Greer
  - Candidato per la migliore sceneggiatura a David Gordon Green, Danny McBride e Jeff Fradley
  - Candidato per la migliore fotografia a Michael Simmonds
  - Candidato per il miglior montaggio a Tim Alverson
- 2018 – Los Angeles Online Film Critics Society Award[104]
  - Candidato per il miglior film di fantascienza/orrore
- 2018 – Phoenix Film Critics Society Awards[105]
  - Candidato per il miglior film d'orrore
- 2018 – Toronto International Film Festival[106]
  - Candidato per il miglior Midnight Madness a David Gordon Green
- 2018 – Golden Schmoes Awards[107]
  - Candidato per il miglior film d'orrore dell'anno
- 2018 – IGN Summer Movie Awards[108]
  - Candidato per il miglior attore protagonista a Jamie Lee Curtis

- 2018 – Rondo Hatton Classic Horror Awards[109]
  - Miglior CD a John Carpenter, Cody Carpenter e Daniel Davies
- 2019 – North Carolina Film Critics Association[110]
  - Candidato per il miglior Ken Hanke Memorial Tar Heel Award a David Gordon Green e Danny McBride
- 2019 – Critics' Choice Awards[111]
  - Candidato per il miglior film di fantascienza/orrore
- 2019 – Fangoria Chainsaw Awards[112]
  - Candidato per il miglior film in formato widescreen
  - Candidato per la miglior attore a Nick Castle/James Jude Courtney
  - Candidato per la miglior attrice a Jamie Lee Curtis
  - Candidato per il miglior trucco a Christopher Nelson
- 2019 – Saturn Award[113]
  - Miglior attrice a Jamie Lee Curtis
  - Candidato per il miglior film d'orrore
- 2019 – Golden Trailer Awards[114]
  - Candidato per il miglior poster d'orrore
- 2019 – MTV Movie & TV Awards[115]
  - Candidato per la miglior interpretazione più terrorizzante a Rhian Rees

## Sequel
Nel giugno del 2018, gli sceneggiatori Danny McBride e David Gordon Green espressero interesse nel produrre altri due film della saga. Secondo i due, i sequel sarebbero dovuti essere girati uno dopo l'altro, tuttavia decisero poi di attendere la reazione del pubblico al primo film e poi eventualmente procedere. Infine, ad ottobre 2018, McBride dopo il weekend di apertura, confermò che lo sviluppo del sequel era cominciato.
Nel febbraio 2019 Scott Teems entrò in trattative per scrivere la sceneggiatura del nuovo film. A luglio 2019 la Blumhouse Productions ha annunciato l'inizio delle riprese in autunno e l'arrivo nelle sale previsto per il 15 ottobre 2021 (inizialmente previsto per l'ottobre 2020) del sequel, dal titolo Halloween Kills. Le riprese sono poi iniziate a metà settembre.
Inoltre, è uscito nel 2022 un ulteriore terzo capitolo intitolato Halloween Ends.